# Busow
Busow ist ein Ortsteil der Gemeinde Ducherow des Amtes Anklam-Land im Landkreis Vorpommern-Greifswald in Mecklenburg-Vorpommern.

## Geografie
Der Ort liegt 2 Kilometer nordnordöstlich von Ducherow, 10 Kilometer südöstlich von Anklam und 17 Kilometer östlich von Spantekow, dem Verwaltungssitz des Amtes Anklam-Land.
Der Ort war bis ins 20. Jahrhundert ein typisches Gutsdorf, d. h., er bestand aus dem Gutshof und den Landarbeiterhäusern.

## Geschichte

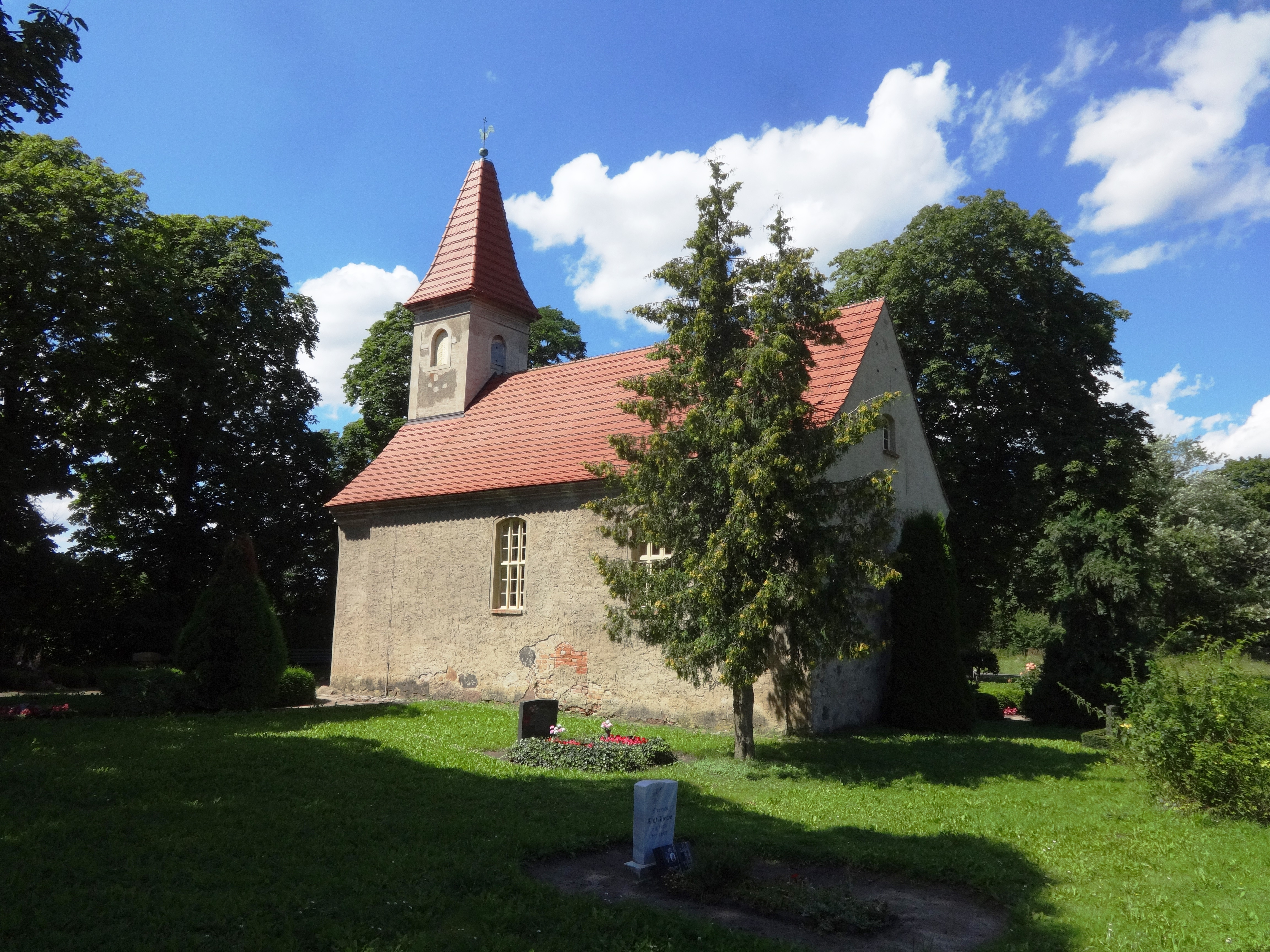
Kapelle Busow

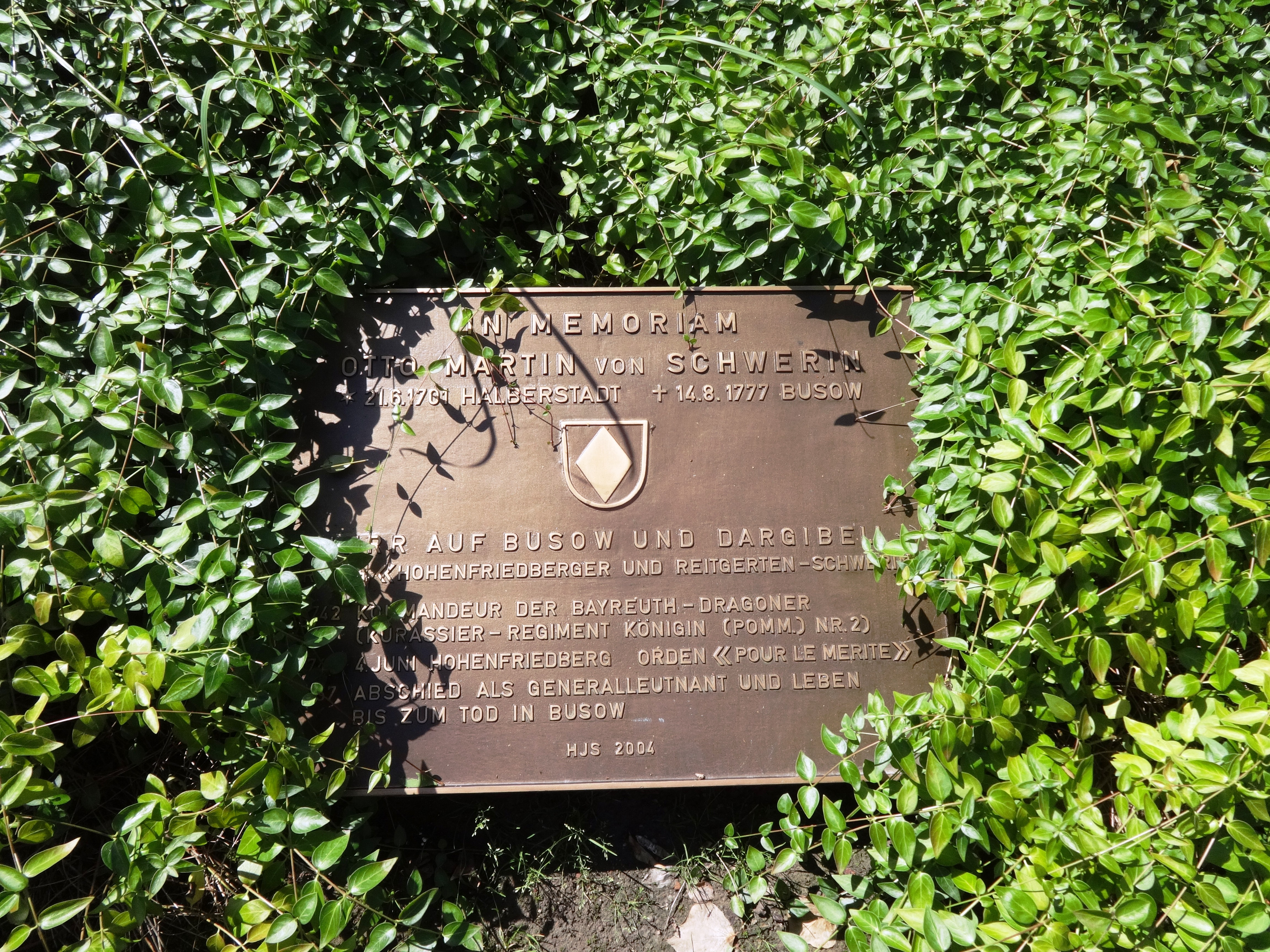
Grab an der Kapelle Busow

Busow wurde 1278 als Bussow erstmals urkundlich erwähnt, als der pommersche Herzog Barnim I. das Dorf zur Hälfte mit der Vogtei dem Kloster Stolpe schenkte. Der Name belegt eine slawische Gründung, er soll so viel wie Gotteszorn oder Gottesruhm bedeuten. 1288 verkaufte das Kloster den Zehnt des Gutes an Rudolf v. Neuenkirchen. Damit ging Busow in den Lehnsbesitz der Familien von Neuenkirchen (Nienkerken) über. 1295 bestätigte der Knappe Henning von Bugewitz, genannt von Neuenkirchen, in einer in Busow ausgestellten Urkunde gegenüber der Stadt Anklam die Grenzen des Dorfes Rosenhagen.
Gut Busow gehörte ab dem 16. Jahrhundert bis zur Enteignung nach dem Zweiten Weltkrieg durchgängig der Familie von Schwerin, wobei die Linien Schwerinsburg und Stolpe/Usedom im Besitz wechselten. Mitte des 18. Jahrhunderts lebte in Busow zeitweise der General Otto Magnus von Schwerin, später war unter anderem der Landrat Moritz Friedrich Wilhelm von Schwerin Gutsbesitzer auf Busow. Das Gut hatte lange konstante 700 ha landwirtschaftliche Nutzfläche. Die damaligen Besitzer hielten auch das Kirchenpatronat und ließen im 15. Jahrhundert die Kapelle Busow errichten, die Ende des 18. Jahrhunderts nochmals umgestaltet durch Hermann Heinrich Karl Kurt Graf von Schwerin (1807–1846) wurde. 1939 weist das letztmals amtlich publizierte Güter-Adressbuch Pommern für Gut Busow 700 ha aus. Der letzte Gutsherr war Karl Josef Graf von Schwerin (1895–1941), der Sohn von Friedrich Rudolf Bernhard von Schwerin, verheiratet mit Margarete Gräfin Bernstorff, auf Schloss Stolpe Usedom. Er fiel im Zweiten Weltkrieg in der Sowjetunion. Für ihn, wie auch für den genannten preußischen General Otto Magnus (Martin) von Schwerin wurden 2004 auf dem Friedhof an der Kapelle Gedenktafeln angebracht. Nach dem Genealogischen Handbuch des Adels war der Sohn des Grafen, Hans-Josef von Schwerin, als Erbe vorbestimmt.
1996 wurde das Gutshaus abgerissen.
Busow liegt an der Bahnstrecke Berlin–Stralsund und hier ist der Abzweig dieser Strecke zu der 1945 abgebauten, nach Swinemünde über die Karniner Brücke führenden Strecke.

## Söhne und Töchter
- Bernhard von Schwerin (1831–1906), Gutsbesitzer, Politiker und Mitglied des Preußischen Herrenhauses